# الهاشميون في سوريا
الأسرة الهاشمية في سوريا يعود وجودها واستقرارها فيها إلى فترة الفتح الإسلامي لبلاد الشام. وخلال العهد العثماني، استقرّ في البلاد مزيد من أفراد الأسرة الهاشمية، وقامت الإمبراطورية العثمانية بتوزيعهم على مختلف المدن السورية منعًا لتشكيل قطب سياسي في منطقة بعينها، وشكلت نقابة أسمتها «هيئة الأشراف» في كل ولاية، ويرتبط نقيب الأشراف في المدينة بنقيب الأشراف في العاصمة مباشرةً.
خلال عهد الإمبراطورية العثمانية، كان للأسرة الهاشمية العديد من الامتيازات الخاصة كالإعفاء من الضرائب ورواتب مالية من قبل الأوقاف الإسلامية، غير أنها ألغيت في سوريا بعد تلاشي الإمبراطورية العثمانية.
بعد الحرب العالمية الأولى، تولى الهاشمي فيصل بن الحسين مهام إدارة سوريا، وكان يوقع ويتكلم بوصفه «أمير سوريا»، وفي 8 مارس 1920 تمت مبايعته ملكًا دستوريًا باسم فيصل الأول. غير أن التجربة الملكية الهاشمية، سقطت بسرعة بدخول فرنسا في 25 يوليو 1920، ونفي الملك في 28 يوليو. لاحقًا خلال مرحلة كتابة الدستور ونشره بين 1928 - 1930 صعدت العديد من التيارات والقوى السياسية في سوريا مطالبة بنظام ملكي يكون على رأسه أحد أفراد الأسرة الهاشمية، أو فيصل نفسه جامعًا بين تاجي العراق وسوريا. في المرحلة اللاحقة خلال الخمسينات، لا سيّما 1951، أعيد الطرح مجددًا على أن يجمع ملك العراق أو الأردن، بين تاجين كما هو الحال في بريطانيا، غير أنها فشلت أيضًا.
وعلى الرغم من ذلك؛ ظهرت بعض الأسر والشخصيات الهاشمية في سورية والتي لعبت دورًا بارزًا في الحياة السياسة والاقتصادية للبلاد، مثل آل الحراكي كأكبر أسرة مالكة قُبيلَ الإصلاح الزراعي السوري عام 1958  وأول من ساهم في وضع الدستور السوري الأول من خلال وزيرهم حكمت الحراكي، وآل الخطيب وآل الحسني، فكان منهم الرئيس تاج الدين الحسني، والرئيس بهيج الخطيب، والشيخ إبراهيم حقي العلواني شيخ الطريقة النقشبندية في الجزيرة،وأيضًا حديثًا برز عدد من الشخصيات خلال الحرب الأهلية السورية، مثل معاذ الخطيب رئيسًا للائتلاف الوطني السوري المُعارض، ونزار الحراكي كأول سفير للائتلاف في الدول العربية.
ونتيجة توزعم في مختلف المدن، فقد عرف الهاشميون بأسماء عائلات كثيرة، كـ «آل الكيالي والكيلاني» في معظم البلاد، «آل الحسني وآل قباني» في دمشق، و«آل الحراكي» في حلب ولهم قاعدة في شمال سوريا بمعرة النعمان وآل الحريري بالجنوب السوري في درعا، و«آل الرفاعي» في حمص، و«آل العلواني» في حماة والقامشلي، و«آل الفضل» في اللاذقية. وفي بعض الأوساط المحافظة، ما يزال أفراد الأسرة يتمتعون بقوة التقليد لا القانون بلقب «شريف» بالإضافة إلى لقب «السيد» لتصبح «السيد الشريف» إن كان متصلاً نسبه بالرسول محمد، ولا يكون ذلك إلا من خلال ذرية الإمام علي بن أبي طالب.